# Résolution 1483 du Conseil de sécurité des Nations unies
Membres permanents
- Chine
- États-Unis
- France
- Royaume-Uni
- Russie

Membres non permanents
- Allemagne
- Angola
- Bulgarie
- Chili
- Cameroun
- Espagne
- Guinée
- Mexique
- Pakistan
- Syrie

Résolution no 1482 Résolution no 1484
La résolution 1483 du Conseil de sécurité des Nations unies fut adoptée le 22 mai 2003. Après avoir rappelé toutes les résolutions antérieures sur la situation entre l'Irak et le Koweït, le Conseil a levé les sanctions commerciales contre l'Irak (à l'exclusion d'un embargo sur les armes) et mis fin au programme Pétrole contre nourriture.
La résolution a été rédigée par les États-Unis et coparrainée par l'Espagne et le Royaume-Uni; elle a été approuvée par 14 des 15 membres du Conseil de sécurité, la Syrie n'ayant pas participé au vote.

## Résolution

### Observations
Le Conseil de sécurité a réaffirmé l’importance du désarmement des armes de destruction massive irakiennes et le droit du peuple irakien de déterminer son propre avenir politique et de contrôler ses ressources naturelles. Il a encouragé les efforts visant à former un gouvernement représentatif afin d'accorder l'égalité des droits et la justice à tous les citoyens irakiens et a rappelé la résolution 1325 (de 2000) sur les femmes à cet effet.
En outre, le Conseil a décidé que l’Organisation des Nations unies devait jouer un rôle vital dans les efforts de secours humanitaire et de reconstruction et dans le développement des institutions en Irak. Il s'est félicité de la reprise des efforts humanitaires et de la nomination d'un Conseiller spécial par le Secrétaire général Kofi Annan. Par ailleurs, le préambule de la résolution affirmait la nécessité de rendre des comptes pour les crimes commis par l'ancien régime irakien sous Saddam Hussein et de respecter l'héritage irakien.
Le Conseil a reconnu les responsabilités et obligations du Royaume-Uni et des États-Unis en tant que puissances occupantes et d'autres États qui ne sont pas des puissances occupantes agissant sous leur commandement. Il s'est félicité de l'engagement des États membres en faveur de la stabilité de l'Irak, mais restait préoccupé par le sort des ressortissants koweïtiens et d'États tiers portés disparus depuis le 2 août 1990 (jour où l'Irak a envahi le Koweït) et a estimé que la situation en Irak restait une menace paix et sécurité.

### Contenu
La résolution, adoptée en vertu du Chapitre VII de la Charte des Nations unies, a résolu de nombreuses ambiguïtés juridiques et gouvernementales résultant de l'invasion de l'Irak en 2003 par la "coalition" dirigée par les États-Unis et le Royaume-Uni. Ses trois caractéristiques les plus importantes sont qu'elle a reconnu la coalition américano-britannique en tant que puissance occupante en vertu du droit international applicable; elle a également reconnu la création d'un conseil de transition des Irakiens; et elle a levé toutes les sanctions contre l'Irak qui avaient été imposées à l'ancien régime de Saddam Hussein en vertu des résolutions 661 (de 1991), 778 (en) (de 1992) et autres. En outre, elle a mis fin au programme «pétrole contre nourriture».
La résolution a transféré le 23 mai 2003 le pouvoir d'autoriser des dépenses sur les recettes pétrolières de l'Irak auprès de l'ONU à un Fonds de développement pour l'Irak (en), contrôlé par l'Autorité provisoire de la Coalition. Elle a également créé un organisme international chargé de surveiller les dépenses de la Coalition sur les recettes pétrolières de l'Irak , le Conseil international consultatif et de suivi (IAMB). Le pouvoir de la Coalition de dépenser les revenus pétroliers de l'Irak était conditionnel. La Coalition n’était autorisée à dépenser ces fonds qu’au profit du peuple irakien. Ces dépenses ne sont autorisées que si elles sont effectuées de manière ouverte et transparente. La Coalition n'était autorisée à dépenser des fonds que tant qu'elle coopérait à la supervision de ces dépenses avec l'IAMB, et la Coalition était chargée de faire ces dépenses avec une contribution significative de l'Irak.
Les fonds restants de 10 milliards de dollars du programme Pétrole contre nourriture ont été transférés sur une période de liquidation de 6 mois au Fonds de développement pour l'Irak, somme qui représentait 14% du revenu total du programme sur 5 ans.
La Coalition a été largement critiquée pour ne pas avoir mis en place des contrôles financiers adéquats; de ne pas avoir fait les dépenses du Fonds de développement pour l’Irak de manière ouverte et transparente.